# Аполлодор (командир наёмников)
Аполлодор (др.-греч. Ἀπολλόδωρος) — военачальник IV века до н. э.

## Биография
Аполлодор был родом из Афин. Он поступил на службу к сатрапу Геллеспонтской Фригии и Пафлагонии Арситу.
В 340 году до н. э. армия македонского царя Филиппа II осадила город Перинф во Фракии. Несмотря на все усилия македонян горожане отчаянно сопротивлялись. Персидский царь Артаксеркс III, стремившийся помешать дальнейшим планам Филиппа, отдал распоряжение своим сатрапам оказать осаждённым помощь. Арсит во главе большого отряда наёмников прибыл к Перинфу с запасами продовольствия и военными машинами. Поддержку перинфянам оказал также Византий. В итоге Филипп был вынужден отступить.
Исторические источники не сообщают о дальнейшей судьбе Аполлодора. Однако Павсаний указывает, что Аполлодор был похоронен в Керамике. На этом основании исследователь Г. Парк сделал вывод, что Аполлодор умер не в изгнании.